# محمد صبري السوربوني
محمد صبري السوربوني (9 يوليو 1894 - 18 يناير 1978) هو مؤرخ وكاتب مصري.

## حياته ونشأته
ولد في المرج بمديرية القليوبية 9 يوليو سنة 1894، حفظ القرآنَ وتعلم فيه القراءة والكتابة، ثم انتقل إلى القاهرة ليتلقى تعليمه الابتدائي في مدرسة النحاسين، ومن ثم التحق بالمدرسة الخديوية الثانوية، وتسبب اهتمامه وشغفه بالأدب والشعر في رسوبه في السنة الثالثة من المرحلة الثانوية سنة 1912، الأمر الذي جعله يترك الانتظام في الدراسة، مفضلاً الدراسة المنزلية التي وفرت له الوقت لقراءته الحرة واطلاعه على الأدب، فضلاً عن التواصل مع أدباء عصره.

## مسيرته
- تعرف على الأديب الكبير مصطفى لطفي المنفلوطي أثناء الدارسة في المدرسة[6]، الذي وجهه إلى قراءة أهم مصنف نشأ عليه أدباء عصره كالبارودي وشوقي وغيرهما، وهو كتاب «الوسيلة الأدبية»، الذي يجمع بين دفتيه المحاضرات التي ألقاها الشيخ «حسين المرصفي» على طلبة «دار العلوم» في أول انشائها، وتعد «الوسيلة» أول كتاب في تدريس الأدب والنقد، على طريقة جديدة في القرن التاسع عشر مهدت بعد ذلك لما استحدث من طرائق في القرن العشرين، ووجد فيه السوربوني بُغيته؛ حتى أنه قال: «إن الوسيلة أغنته عن كتب البلاغة كلها».[7]

- تعرّف الفتى محمد صبري في تلك السن المبكرة على الشاعر الشهير حافظ إبراهيم، وتوطدت علاقته به، وكذلك تعرف على الشاعرين العراقيين صدقي الزهاوي وعبد المحسن الكاظمي، الأمر الذي يسَّر له أن يصدر في عام 1910 – وهو لم يزل طالباً في المرحلة الثانوية – الجزء الأول من كتابه «شعراء العصر» بمقدمة للأديب مصطفى لطفي المنفلوطي، ثم أتبعه بالجزء الثاني في عام 1912 بمقدمة للشاعر العراقي جميل صدقي الزهاوي، ترجم فيه لعدد من شعراء عصره، وأثبتَ فيه قصائد غير موجودة في دواوينهم، وأرَّخ لكل قصيدة بتاريخ نشرها.[8]
- نجح محمد صبري في امتحان «البكالوريا» سنة 1913 من المدرسة الخديوية (منازل)، ثم قرر السفر في عام 1914 إلى فرنسا لاستكمال دراسته الجامعية على نفقته الخاصة، فنزل أولاً عند أسرة فرنسية في ليون، وتعلم منهم الفرنسية وأتقنها، ثم التحق بجامعة السوربون، وحصل منها على ليسانس الآداب في التاريخ الحديث، ثم على دكتوراه الدولة في الآداب من نفس الجامعة عام 1924[9]، وكان أول مصري يحصل على هذه الشهادة فلقب بالسوربوني.[10]
- المؤسف في مسيرته أنه لم يُمكًّن من التدريس في الجامعة، وقوبلت بالجحود كل جهوده العلمية ودوره الوطني الكبير في حفظ تاريخ الأمة وتاريخ أدبها المعاصر؛ ربما لاعتداده بنفسه، واستقلاله برأيه، وعلى الأرجح أن هذا هو السبب وراء أنه شغل عدة وظائف صغيرة كان آخرها قبل قيام ثورة يوليو مديرا لمعهد الوثائق والمكتبات سنة 1951 بقرار من طه حسين وزير المعارف وقتها، وبعد ثورة يوليو قررت لجنة التطهير فصله من وظيفته في ديسمبر سنة 1952 ضمن حملة تطهير الجهاز الحكومي، لكن القيادة سرعان ما راجعت موقفها المتشكك فيه واستعانت به في إعداد أبحاث وكتب عن السودان ثم عن قناة السويس وقدره جمال عبد الناصر عليها.[11]
- كتب «السوربوني» أول كتبه التاريخية بناء على طلب من سعد زغلول حين عمل معه السوربوني سكرتيراً للوفد المصري في باريس، وحدثه عن ضرورة إعادة كتابة التاريخ المصري الحديث بطريقة علمية وأكاديمية، فقال له سعد زغلول: «وهو أنا اللي ها اكتبه يا فالح، شد حيلك أنت وابتدئ»، فوضع كتابه الأول عن «الثورة المصرية من خلال وثائق حقيقية وصور التقطت في أثناء الثورة»، الذي كتبه بالفرنسية وما زالت أحداث ثوره (1919) مشتعلة ولم يخمد أوارها بعد.[12]
- كان «السوربوني» في هذا الكتاب صاحب رسالة وطنية أكثر منه مؤرخاً حيث كان كل همه وجل اهتمامه ينصب على ضرورة أن يطلع الرأي العام الأوروبي على فظائع السياسة البريطانية، كما أنه حرص على تسمية ما جرى في مصر بأنه ثورة في الوقت الذي كانت توصف فيه الأحداث   من قبل الصحف العالمية والدبلوماسيين والرحالة بأنها «اضطرابات»، و«قلاقل»، و«أحداث مأساوية»، فخرج «السوربوني» على الرأي العام الأوروبي ليعلن أنها «الثورة المصرية»، بل ويذهب إلى أبعد من هذا عندما أراد أن يضعها في مصاف الثورات الكبرى المعروفة في العالم وعلى رأسها «الثورة الفرنسية»، وبالطبع منعت سلطات الاحتلال توزيع الكتاب في مصر.[13][14]

## مؤلفاته[15]
ترك السوربوني كنزًا عظيمًا من الكتب والمؤلفات التاريخية الخالدة، ومن أهمِّها:
- (الإمبراطورية المصرية في عهد محمد علي والمسألة الشرقية) (1811- 1849)
- (صفحات من تاريخ مصر: تاريخ مصر من محمد علي إلى العصر الحديث)
- (الإمبراطورية المصرية في عهد إسماعيل والتدخل الأنجلو/فرنسي) (1863- 1879)
- (نشأة الروح القومية المصرية) (1863 – 1882)
- (الثورة المصرية من خلال وثائق حقيقية وصور التقطت أثناء الثورة).

## وفاته
توفي في 18 يناير 1978 عن عمر يناهز 84 عاما تقريبا، في شقتها بمصر الجديدة.